# Plandaan (Kedungwaru)
Plandaan is een bestuurslaag in het regentschap Tulungagung van de provincie Oost-Java, Indonesië. Plandaan telt 3038 inwoners (volkstelling 2010).